# Александер (футболист)
Александер Кристиан Гомес да Коста (порт.-браз. Alexsander Christian Gomes da Costa; род. 8 октября 2003, Рио-де-Жанейро), более известный, как Александер (порт. Alexsander) — бразильский футболист, полузащитник клуба «Аль-Ахли».

## Клубная карьера
Александер — воспитанник клуба «Флуминенсе». 5 ноября 2022 года в матче против «Сан-Паулу» он дебютировал в бразильской Серии A. 18 марта 2023 года в поединке Лиги Кариока против «Волта-Редонда» игрок забил свой первый гол за «Флуминенсе». 

## Международная карьера
В 2023 году в составе молодёжной сборной Бразилии Александер стал победителем молодёжного чемпионата Южной Америки в Колумбии. На турнире он сыграл в матчах против сборных Перу, Аргентины, Парагвая, Эквадора, Венесуэлы, Уругвая и дважды Колумбии.

## Достижения
Командные
 Бразилия (до 20)
- Победитель молодёжного чемпионата Южной Америки — 2023